# 5-癸酮
5-癸酮（英語：5-decanone）是一种有机化合物，化学式C10H20O，可见于石榴等物种。它可由5-癸醇在催化下氧化制得，或由己酰氯和正丁基氯化镁（或正丁基锂）反应得到。